# Edoardo Boncinelli
Edoardo Boncinelli (Rodi, 18 maggio 1941 – Milano, 20 luglio 2025) è stato un genetista e fisico italiano che, insieme ad alcuni collaboratori, ha scoperto una famiglia di geni, detti omeogene - parte della regione di DNA omeobox - che controllano il corretto sviluppo corporeo nell'uomo.

## Biografia
Nato da genitori fiorentini, ha studiato e vissuto a Firenze, laureandosi in fisica presso l'Università di Firenze con una tesi sperimentale di elettronica quantistica, relatore Giuliano Toraldo di Francia. Questi sarà suo mentore accogliendo e incentivando gli interessi poliedrici del giovane Boncinelli e permettendogli l'accesso alla sua biblioteca.  Dal 1968 al 1992 svolge continuativamente, per più di vent'anni, attività di ricerca nel campo della genetica presso l'Istituto di genetica e biofisica del CNR di Napoli, prima come borsista e poi, dal 1971, come ricercatore. Durante il lungo periodo napoletano, alterna l'attività di ricerca con quella didattica, tenendo diversi corsi universitari presso la Facoltà di Scienze e la prima Facoltà di Medicina e Chirurgia dell'Università degli Studi di Napoli Federico II (oggi Facoltà di Medicina della SUN). Nel 1985, proprio al CNR di Napoli, scopre, insieme con Antonio Simeone, alcuni geni omeotici nell'uomo, architetti che progettano lo sviluppo dell'organismo.
È stato direttore del laboratorio di biologia molecolare dello sviluppo presso l'Istituto scientifico universitario San Raffaele e direttore di ricerca presso il Centro per lo studio della farmacologia cellulare e molecolare del CNR di Milano. È stato direttore della SISSA (Scuola internazionale superiore di studi avanzati di Trieste). Ha insegnato Fondamenti biologici della conoscenza presso la Facoltà di Filosofia dell'Università Vita-Salute San Raffaele di Milano. Il 29 gennaio 2016 ha ricevuto la laurea magistrale honoris causa in scienze filosofiche presso l'Università di Palermo.
Nel 2006 vince, con il libro L'anima della tecnica, nella sezione saggi, il quarto Premio letterario Merck Serono, premio dedicato a saggi e romanzi, pubblicati in italiano, che sviluppino un confronto e un intreccio tra scienza e letteratura, con l'obiettivo di stimolare un interesse per la cultura scientifica, rendendola accessibile anche ai meno esperti. Appassionato grecista, Boncinelli ha pubblicato nel 2008 una raccolta di lirici greci classici: da Mimnermo ad Alcmane, da Archiloco a Saffo, per un totale di 365 liriche, una per ogni giorno dell'anno. Nel 2011 il Corriere della Sera, in occasione del 150º anniversario dell'Unità d'Italia, ha incluso le scoperte di Edoardo Boncinelli tra le dieci, prodotte dal genio degli scienziati italiani, da ricordare nella storia d'Italia. Nell'opera La farfalla e la crisalide, del 2018, si mostra scettico verso la filosofia, il ruolo che essa può possedere nel mondo moderno e la sua tanto elogiata utilità nel passato. Nell'opera L'animale inquieto, del 2024, approfondisce assieme a Marco Furio Ferrario le relazioni tra Filosofia, Arte e Scienza, alla luce del concetto di "scontentezza" definito come il motore dell'evoluzione cognitiva e culturale della specie Homo sapiens.
Boncinelli è morto il 20 luglio 2025. Da tempo lottava contro la malattia di Parkinson.  

## Opere
- A caccia di geni, Roma, Di Renzo, 1986. ISBN 88-86044-50-X; 2001. ISBN 88-86044-50-X
- I nostri geni. La natura biologica dell'uomo e le frontiere della ricerca, Torino, Einaudi, 1998. ISBN 88-06-13735-2
- Il cervello, la mente e l'anima. Le straordinarie scoperte sull'intelligenza umana, Milano, Mondadori, 1999. ISBN 88-04-45841-0
- Le forme della vita, Torino, Einaudi, 2000. ISBN 88-06-15195-9
- La serva padrona. Fascino e potere della matematica, con Umberto Bottazzini, Milano, Raffaello Cortina, 2000. ISBN 88-7078-651-X
- Pensare l'invisibile. Dal DNA all'inconscio, con Aldo Carotenuto, Milano, Bompiani, 2000. ISBN 88-452-4663-9
- Prima lezione di biologia, Roma, Laterza, 2001. ISBN 88-420-6435-1
- Edoardo Boncinelli, La mente che studia se stessa, prefazione in Joseph LeDoux, Il sé sinaptico. Come il nostro cervello ci fa diventare quelli che siamo, Milano, Raffaello Cortina, 2002. ISBN 88-7078-795-8
- Io sono, tu sei. L'identità e la differenza negli uomini e in natura, Milano, Mondadori, 2002. ISBN 88-04-50437-4
- Tempo delle cose, tempo della vita, tempo dell'anima, Roma, Laterza, 2003. ISBN 88-420-7144-7
- Il posto della scienza. Realtà, miti, fantasmi, Milano, Mondadori, 2004. ISBN 88-04-52452-9
- Verso l'immortalità? La scienza e il sogno di vincere il tempo, con Galeazzo Sciarretta, Milano, Raffaello Cortina, 2005. ISBN 88-7078-941-1
- Sani per scelta. La scienza che ci cambia la vita, colloquio con Giangiacolo Schiavi, Milano, Corriere della Sera, 2005.
- L'anima della tecnica, Milano, Rizzoli, 2006. ISBN 88-17-00902-4
- La magia della scienza, Milano, Archinto, 2006. ISBN 88-7768-455-0
- Idee per diventare genetista. Geni, genomi ed evoluzione, Bologna, Zanichelli, 2006. ISBN 978-88-08-16802-3
- Edoardo Boncinelli, Il cervello e la mente in: Rosario Conforti (a cura di), La psicoanalisi tra scienze umane e neuroscienze. Storia, alleanze, conflitti, Soveria Mannelli, Rubbettino, 2006. ISBN 88-498-1431-3
- Le forme della vita. L'evoluzione e l'origine dell'uomo (nuova edizione), Torino, Einaudi, 2006. ISBN 88-06-18290-0
- Il male. Storia naturale e sociale della sofferenza, Milano, Mondadori, 2007. ISBN 978-88-04-51244-8
- Edoardo Boncinelli, Chi prende le mie decisioni?, prefazione in Benjamin Libet, Mind Time. Il fattore temporale nella coscienza, Milano, Raffaello Cortina, 2007. ISBN 978-88-6030-085-0
- Dal moscerino all'uomo: una stretta parentela, con Chiara Tonelli, Milano, Sperling e Kupfer. 2007. ISBN 978-88-6061-071-3
- L'etica della vita. Siamo uomini o embrioni?, Milano, Rizzoli, 2008. ISBN 978-88-17-02005-3
- L'universo e il senso della vita. Un ateo e un credente: due uomini di scienza a confronto, con George Coyne, Cinisello balsamo, San Paolo, 2008. ISBN 978-88-215-6381-2
- Edoardo Boncinelli, Il fiume e le sue propaggini, introduzione in Richard Dawkins, Il fiume della vita. Che cosa è l'evoluzione, Milano, Rizzoli, 2008. ISBN 978-88-17-02060-2
- Edoardo Boncinelli, Forzare il destino, prefazione in Maurizio Fea, Riparatori di destini. Dipendenze, etica e biologia, Milano, FrancoAngeli, 2008. ISBN 978-88-464-9139-8
- Come nascono le idee, Roma-Bari, Laterza, 2008. ISBN 978-88-420-8661-1
- Dialogo su Etica e Scienza, con Emanuele Severino, Milano, Editrice San Raffaele, 2008. ISBN 978-88-86270-57-1
- I miei lirici greci. 365 giorni di poesie, Milano, Editrice San Raffaele, 2008. ISBN 978-88-86270-73-1
- Che cos'è il tempo? (con cd audio), Roma, Luca Sossella Editore, 2007. ISBN 978-88-89829-31-8
- Lo scimmione intelligente. Dio, natura e libertà, con Giulio Giorello, Milano, Rizzoli, 2009. ISBN 978-88-17-01721-3
- Perché non possiamo non dirci darwinisti, Milano, Rizzoli, 2009. ISBN 978-88-17-03425-8
- Mi ritorno in mente. Il corpo, le emozioni, la coscienza, Milano, Longanesi, 2010. ISBN 978-88-304-2312-1
- Lettera a un bambino che vivrà 100 anni. Come la scienza ci renderà (quasi) immortali, Milano, Rizzoli, 2010. ISBN 978-88-17-04304-5
- Michele Di Francesco ed Edoardo Boncinelli (a cura di), Che fine ha fatto l'io?, Milano, Editrice San Raffaele, 2010. ISBN 978-88-96603-02-4
- Prefazione in Marcello Orazio Florita, L'intreccio. Neuroscienze, clinica e teoria dei sistemi dinamici complessi, Milano, FrancoAngeli, 2011. ISBN 978-88-568-3582-3
- La vita della nostra mente, Roma-Bari, Laterza, 2011. ISBN 978-88-420-9712-9
- La scienza non ha bisogno di Dio, Milano, Rizzoli, 2012. ISBN 978-88-17-03432-6
- Quel che resta dell'anima, Rizzoli, 2012. ISBN 978-88-17-06086-8
- Una sola vita non basta: storia di un incapace di genio, Milano, Rizzoli, 2014. ISBN 978-88-17-06749-2
- Alla ricerca delle leggi di Dio, Rizzoli, 2014. ISBN 978-88-17-07481-0
- Homo faber, (con Galeazzo Sciarretta), Baldini & Castoldi, 2015, ISBN 978-88-6852-753-2
- I sette ingredienti della scienza, Indiana, 2015, ISBN 978-88-97404-47-7
- Contro il sacro. Perché le fedi ci rendono stupidi, Rizzoli, 2016
- L'infinito in breve, Rizzoli, 2016, ISBN 978-88-17-09123-7
- L'incanto e il disinganno: Leopardi - Poeta, filosofo, scienziato, con Giulio Giorello, Guanda 2016, ISBN 978-88-23-51406-5
- La farfalla e la crisalide, editore Raffaello Cortina 2018, ISBN	9788832850468
- Quando sarò vecchio, editore Di Renzo Editore 2022, ISBN	9788883233685
- Umano. Una storia non finita, il Mulino 2022, ISBN 9788815298386
- L'animale inquieto. Storia naturale della scontentezza, (con Marco Furio Ferrario) il Saggiatore 2024, ISBN 9788842834229

## Video
- Edoardo Boncinelli racconta Charles Darwin. L'Uomo evoluzione di un progetto?, Gruppo Editoriale L'Espresso, 2010.